# Карбонат цезия
Карбонат цезия — соль щелочного металла цезия и угольной кислоты с химической формулой Cs2CO3. Бесцветные гигроскопические кристаллы.

## Получение
- Взаимодействие оксида цезия с углекислым газом:

{\displaystyle {\mathsf {Cs_{2}O+CO_{2}\ {\xrightarrow {\ }}\ Cs_{2}CO_{3}}}}
- Пропуская углекислый газ через гидроксид цезия:

{\displaystyle {\mathsf {2CsOH+CO_{2}\ {\xrightarrow {\ }}\ Cs_{2}CO_{3}+H_{2}O}}}
- В промышленных условиях карбонат получают термическим разложением тетраоксалата цезия, который является промежуточным продуктом переработка природного сырья:

{\displaystyle {\mathsf {2CsC_{4}O_{8}H_{3}\cdot H_{2}O\ {\xrightarrow {\tau ^{o}C}}\ Cs_{2}CO_{3}+3CO_{2}\uparrow +4CO\uparrow +5H_{2}O}}}

## Физические свойства
Карбонат цезия представляет собой бесцветные гигроскопические кристаллы, которые плавятся без разложения только под избыточным давлением CO2. В расплавленном состоянии карбонат цезия разрушающе действует на кварц, стекло и многие высокотемпературные керамические массы (Al2O3, ZrO2, BeO и др.).
Очень хорошо растворяется в воде, раствор имеет сильнощелочную реакцию.
При низких температурах образует кристаллогидраты: Cs2CO3•8H2O (-32°С), Cs2CO3•5H2O (-18°С), Cs2CO3•3H2O (-15,6°С).
Есть сообщения о получении других кристаллогидратов состава 2Cs2CO3•7H2O, Cs2CO3•1,5H2O, 3Cs2CO3•10H2O, а также сольваты Cs2CO3•nCH3OH, Cs2CO3•H2O2.

## Химические свойства
- При нагревании до 900÷1000°C карбонат цезия разлагается с образованием переменного состава продуктов, что связано с нестабильностью оксида цезия при этих температурах.

- Реагирует с соляной кислотой:

{\displaystyle {\mathsf {Cs_{2}CO_{3}+2HCl\ {\xrightarrow {\ }}\ 2CsCl+CO_{2}\uparrow +H_{2}O}}}
- Во влажном воздухе медленно взаимодействует с углекислым газом:

{\displaystyle {\mathsf {Cs_{2}CO_{3}+H_{2}O+CO_{2}\ {\stackrel {\xrightarrow {20^{o}C}}{\xleftarrow[{170^{o}C}]{}}}\ 2CsHCO_{3}}}}